# 徒弟

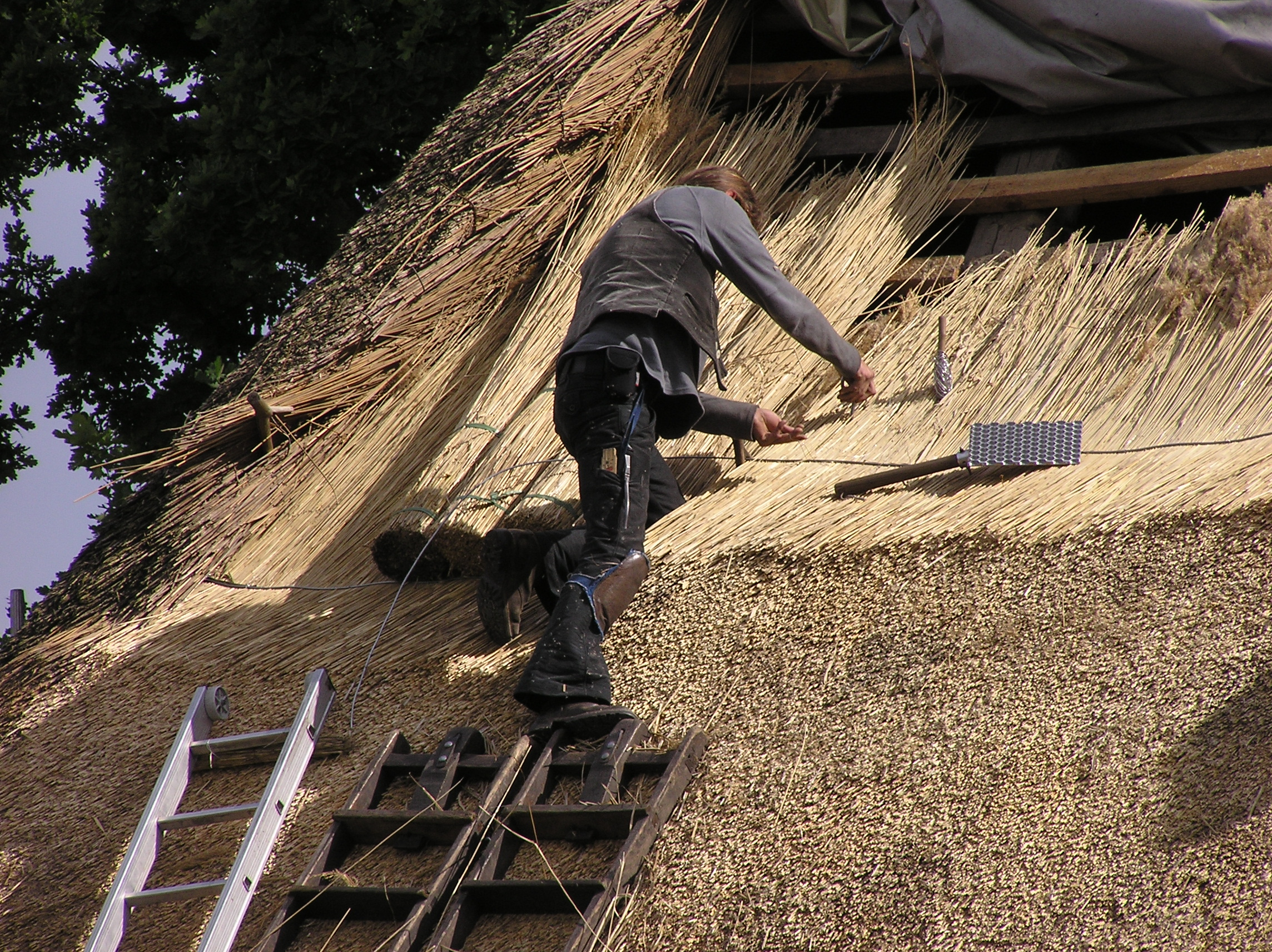
ドイツの茅葺職人見習い

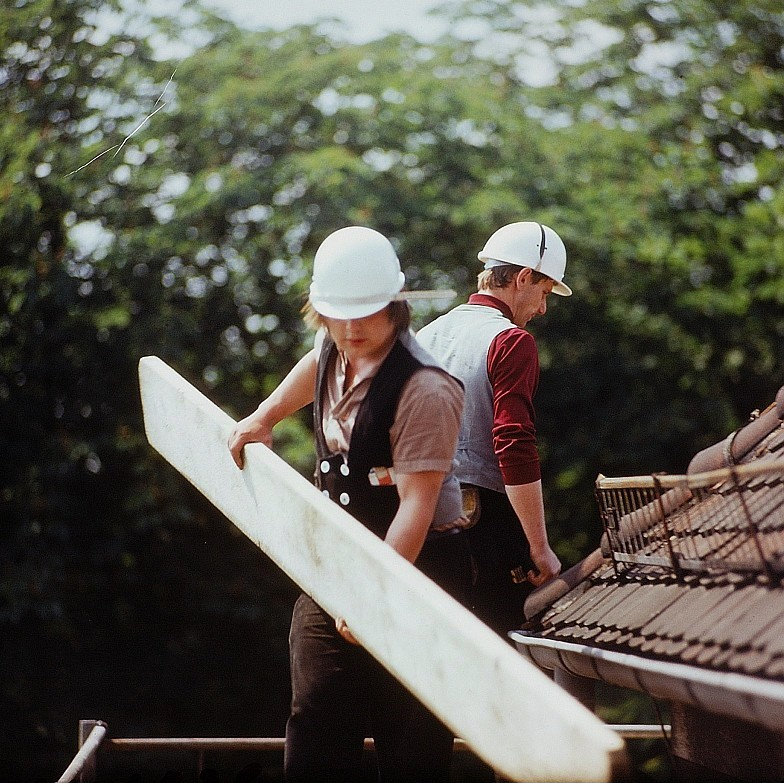
大工職人の徒弟

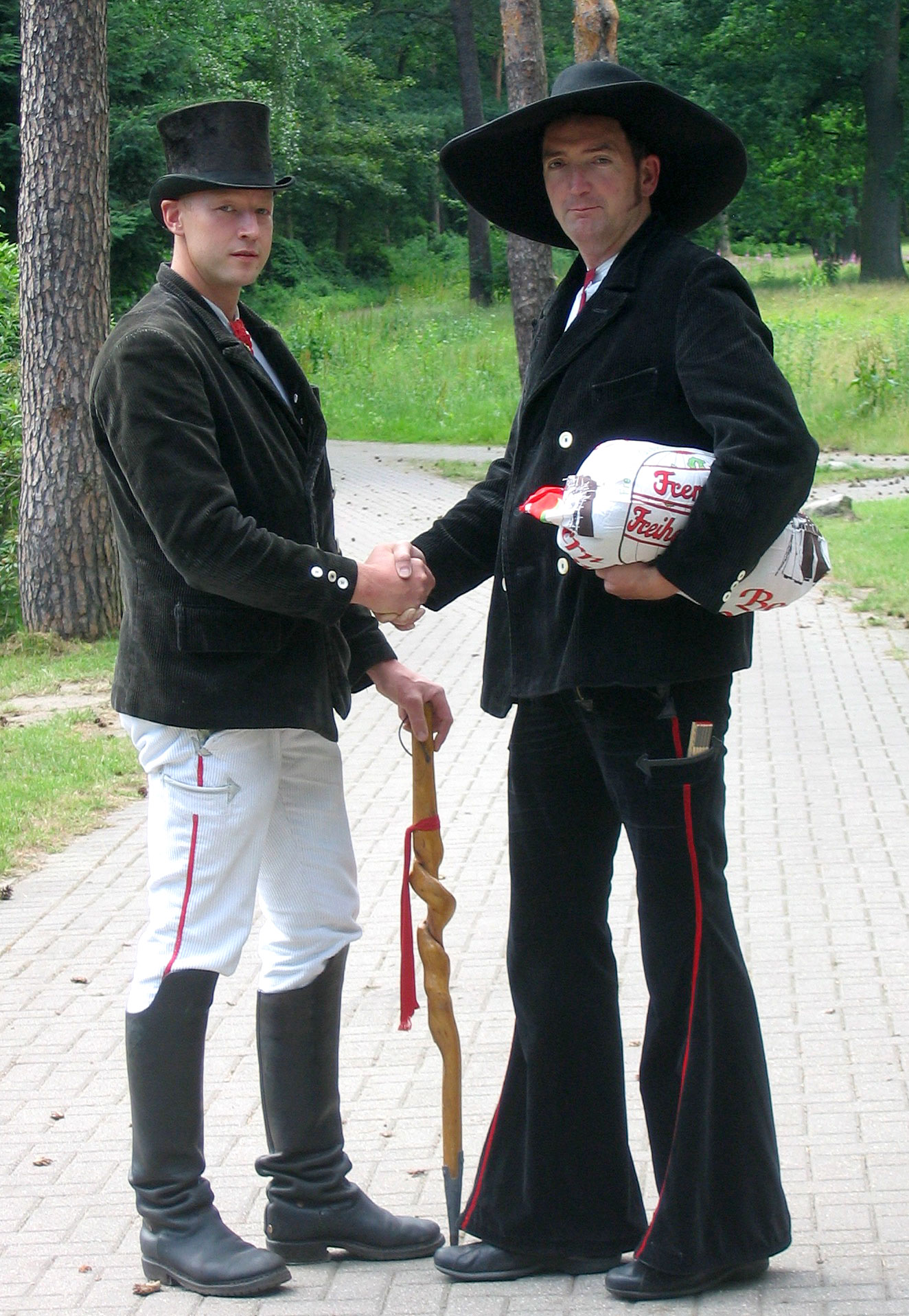
伝統的衣装を身に着けたドイツ職人。衣装は異なるが、二人とも建築分野に携わっている

徒弟（とてい、英語: apprentice）、見習い（みならい）とは、商人や職人の初期レベル職業教育制度であり、契約により定められた期間中、若い世代を雇用し業務に従事させながら（現任訓練、OJT）、系統的に訓練を行う制度。この訓練システムを徒弟制度（apprenticeship）、訓練を受けている者を弟子（apprentice）と呼ぶ。
弟子も含め、キャリアを構築することが可能であり、公的な技能認定を取得することが可能である。雇用主と契約した期間、継続的な労働に従事することで、それと引き換えに商売や技能を学習でき、一般的な期間としては3 - 6年間、修了した者は一人前の職人として扱われる。
見習い、ジャーニーマン、マスター（mastercraftsmen）のそれぞれレベル境界線の定義は、ギルドや労働組合といった組織の内部に留まっている。

## 日本

### 中近世
弟子は12歳頃から奉公し、徒弟期間は10年程度で、年季奉公と異なり技能訓練が目的で弟子の段階から技能教育を施された。雑用と肉体労働にも従事しその労働時間は1日に14時間から16時間にも達した。
弟子奉公が終わると、一部しか手代に上がれない丁稚と異なり多くは職人になれたが、親方株は限りがあったため親方になれる者は少なく、大抵は数年の御礼奉公と呼ばれたタダ働きの後も、親方と同居したままか独立しても元親方の元に通い手間賃で生計を立てる事が一般的だった。

### 近代
1872年（明治5年）、封建的主従関係を除去する為、身売りによる弟子奉公を禁止し、徒弟奉公の上限を7年と定めた。1882年（明治15年）、自発的意志によらない奉公を刑法で禁止した。1894年（明治27年）に「徒弟学校規程」が制定され、「職工タルニ必要ナル教科を授クル所」として徒弟学校が定められた。在来産業の技術教育を学校制度の中に組み込もうとしたもので、弾力性の大きな規定を有しており、教育の内容・程度や形態は多種多様であった。
当初は実業補習学校とともに初等教育機関（小学校）の一種とされたが、のちに実業学校（中等教育機関）の一種として位置づけなおされた。工業学校との境界があいまいで、制度が実情にそぐわなくなったことから、1921年（大正10年）に規程が廃止された。
現行の労働基準法では、第69条に本制度を名目とした労働者の酷使を禁止する規定を設けている。近年では、日本版デュアルシステムが提案されている。
また、弟子の中でももっと優れた者を高弟と呼ぶ。

## 中世ヨーロッパ
徒弟は10歳頃から奉公し、徒弟期間は4年から長いものは12年など様々で、1人の親方のもつ徒弟は1、2人ほどで、その労働時間は1日に4時間から16時間にも達した。ドイツでは職人は数年間各地を遍歴して修行する義務もあった。

## イギリス
イギリスにおける本制度の歴史は12世紀まで遡り、その当時は14-21歳の若者が5-9年間、従事していた。
19世紀に入り、ロンドン・シティ・ギルド協会の前身であったインペリアルカレッジ・エンジニアリングスクールでは本制度による職業教育を提供するようになり、基本的な製作技能（メカニック、美容師、シェフ、配管、大工仕事、れんが積みなど）の範囲について認証資格を発行し、その資格は大学修士・修士レベルと同様であった。
現代では、1994年に政府の支援による新徒弟制（Modern Apprenticeships, MA）が導入され、若年者（16-24歳）の職場訓練制度が整備された。技能レベル認定としては全国職業資格（NVQ）が付与される。
現代のMA制度では、以下3レベルの認定を発行している。
1. Intermediate Level Apprenticeships（初級）
2. Advanced Level Apprenticeships（上級）
3. Higher Apprenticeships（高等）

## ドイツ

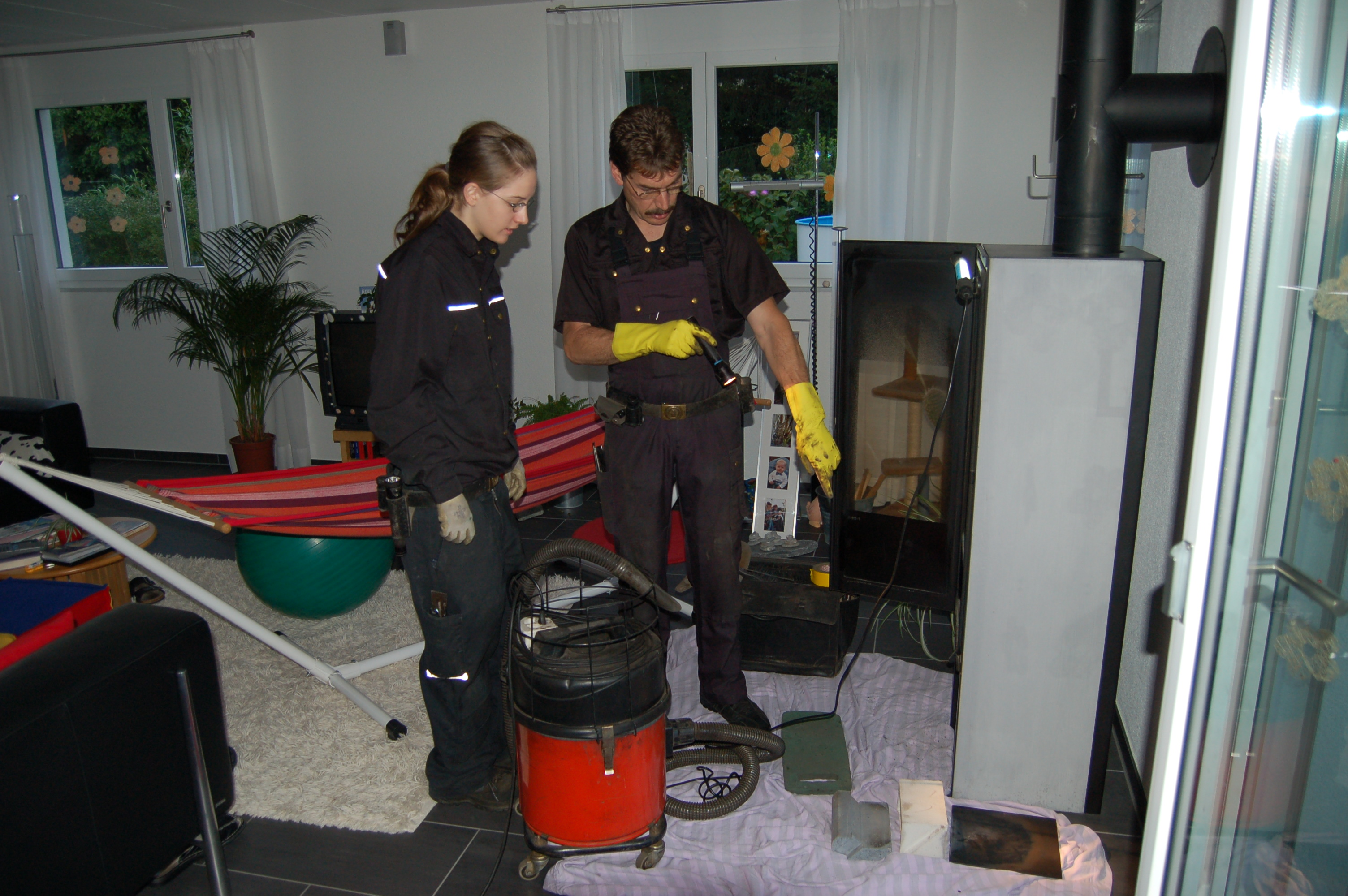
ドイツの煙突掃除マスターと弟子

ドイツのデュアルシステムの一部であり、多くは職業キャリアの一部に統合されている。修了せずに職業に就くのはほぼ困難である。
ドイツには342の職能団体（Ausbildungsberufe）があり、それぞれで本制度に就くことができ、医師助手、銀行員、眼鏡技師、配管工、オーブン技師などがある。
デュアルシステムでは、日程の50-70%においては職場より学び、残りは公式な教育を受ける。職種にもよるが、週に3-4日を職場に従事し、残りの2日はベルーフスシューレ（Berufsschule）に通う。
2001年では、22歳未満の若者の3分の2が従事しており、その内の78%は既に修了していた。これはドイツの22歳未満の若者のおおよそ半分は修了していることを意味する。